# 迪克兰·加尔布雷思
迪克兰·約翰·加尔布雷思（英语：Declan John Galbraith，1991年12月19日—），生于英格兰肯特郡，英国天才童星歌手，吉尼斯世界纪录持有人之一。
2002年，当时10岁的他推出个人第一张音乐专辑《Declan》，瞬间横扫红遍全欧洲；不久后也在英国皇室音乐会上领唱送给英国女王生日的《奇異恩典》，英国本土媒体盛赞他是「终生难得一见的歌唱奇才」。

## 早年
迪克兰1991年12月19日生于英格兰肯特郡，双亲分别是Alec和 Siobhan，有一个妹妹Bernadette。他有四分之三的爱尔兰血统和四分之一的苏格兰血统。他最亲的挚交是堂兄Joe。
迪克兰的兴趣爱好和通常的英国男童无异：英式足球、游泳、电玩游戏、遥控玩具汽车、《哈利波特》，擅长数学，最崇拜的音乐前辈是Robbie Williams和西城男孩。

## 萌芽
亲朋好友都深信他的音乐天赋和热忱来源于他的祖父Ben。他的祖父曾参加过乐队，会几种樂器。他曾帶年幼的迪克兰去观看自己参与的「Fleadhs」（音樂會）。蘇格蘭、愛爾蘭音樂傳統的融合给予了迪克兰灵感，并最终成为他早期的音乐启蒙，迪克蘭以他的嗓音和对嗓音的控制能力而闻名于世。
当年祖父驻唱于酒吧演奏爱尔兰传统音乐、风笛和鼓，孙子常常都是耳濡目染，更曾祖孙同台上台演唱爱尔兰民歌，由此迪克兰开始了他的演唱生涯。他的首次公开演出是在他七岁那年，他坚持要在一年一度的狄更斯节上演出。 据报道，当他开始演唱时“人们都疯狂了( "the crowd went wild.")”。 不久之后迪克兰开始加入当地的业余歌手演唱会，仅在一年之中他就在15次竞赛中获得成功并赢得超过1000英镑的奖金。

## 童星红遍欧洲
音乐界专业人士很快就注意到了迪克兰的天赋，多家大牌音乐唱片公司的激烈争夺中，EMI唱片公司更不惜开出一百万英镑的承诺，签下了第一份演艺合同。
他录制的第一首歌曲是“Walking in the Air”,并被收录在一张圣诞特辑中，其中也包括西城男孩、艾尔顿·约翰和埃尔维斯·普雷斯利等至尊前辈的经典金曲
他的首张同名专辑《Declan》于2002年9月22日发行，唱片公司是EMI。此张专辑中的曲目主要是爱尔兰民歌，但也包括一些为他特别而写的素材。此张专辑在英国和爱尔兰大获成功。
2003年3月29日迪克兰获得第24届青年艺术家奖，最佳国际年轻表演者奖项 
他曾在圣保罗大教堂伊丽莎白二世50周年生日庆典上，与圣保罗唱诗班一起演唱《奇恩易典》，并参与了至少有22000名观众的艾尔顿·约翰演唱会。
他在德国电视台的两次出现，使得德国最大的媒体Pro7/Sat1将迪克兰带介绍给了华纳兄弟唱片在德国的分公司Starwatch。在制作人Ully Jonas的协作下，最终名为《Thank You》的专辑在2006年12月1日发行。里面包括了许多迪克兰个人十分喜欢的曲目，包括《An Angel》（原唱为Kelly Family）； 《Thank You》在德国2006年前40名排行榜中排名第五，并在2007年4月获金碟资格证明。
他最近开始学习钢琴和吉他，并开始写一些他自己的歌曲。
事实上是迪克兰的经纪人给他买了他的第一把吉他。在此之前，玩吉他对迪克兰来说还是一个一直没能实现的梦想。他的最新CD,《You And Me》,包含了他自己写的第一首歌曲《Moody Blues》。《Moody Blues》与众不同之处在于它集合了乡村音乐的特质并赋有现代气息。迪克兰说：“如果从全部都是翻唱曲目的《Thank You》一下子做到全部都是原创，那可能有点过于‘猛烈’！”所以，他的新专辑《You And Me》既有原创曲目也有翻唱的部分。他说他为他的新专辑而高兴，因为里面有更多他喜欢听喜欢唱的歌曲。他曾於中国巡迴演唱，并已经于2008年5月24日晚7点半在北京展览馆举办了其在中国的首次个人演唱会，但因迪克兰正处于变声期，已不能表现出如首张专辑那样的童声，而使一些观众感到遗憾。
迪克兰已经成为红遍欧洲多年的歌手。但由2008年起，迪克兰已經減少演出，因他表明要專心向學。而2010年7月，迪克蘭在其官方論壇發表一篇文章，表示由2010年9月起他就會升讀大學，在他就讀三年大學其間，將作他音樂生涯中的一段小休。

## 吉尼斯世界纪录Tell Me Why
2002年12月，贝尔法斯特奥德赛竞技场，迪克兰参加了全国性青年声音巡回演出，迪克兰与在场的一万名儿童，和通过卫星和无线电现场连接的来自全英国超过八万在校生一起演唱了Tell Me Why，成为了吉尼斯世界纪录最大合唱。

## 作品

### 专辑
- Declan (2002)
- Thank You (2006)
- You and Me (2007)

### 单曲
- Tell me why (2002)
- Love of my life (2007)
- Ego You (2007)